# Brigada Ras Kamboni
La Brigada Ras Kamboni también conocida como la Brigada de Ras Kamboni, Muaskar Ras Kamboni o Mu'askar Ras Kamboni era un grupo islamista insurgente activo en Somalia (en su mayoría en el Jubbalands), que participó en la insurgencia anti-etíope y más tarde en la insurgencia contra el nuevo Gobierno Federal de Transición de Sheikh Sharif Ahmed. Fue fundada por Hassan Abdullah Hersi al-Turki, quien era un comandante de la Unión de Tribunales Islámicos y el comandante de su predecesor Itihaad al Islamiya. En enero de 2009, después de la retirada etíope se fusionaron con el movimiento con base en Asmara (Alianza para la Reliberación de Somalia), liderado por el jeque Hassan Dahir Aweys, Jabhatul Islamiya ("Frente Islámico"), liderado por el jeque Mohamed Ibrahim Hayle y Muaskar Anole ("Escuela Anole") para formar Hizbul Islam y continuar la guerra contra el Gobierno Federal de Transición. Durante la batalla de Mogadiscio en 2009, donde el Hizbul Islam tomó parte, Hassan Turki llevó a un grupo de combatientes de la Brigada de Ras Kamboni de Kisimayo a Mogadiscio como refuerzos para unirse a la batalla.
En febrero de 2010, el grupo dejó Hizbul Islam y se unió a Harakat al-Shabaab Muyahidin. Después de Sheikh Hassan al-Turquía se unió a Al-Shabaab, desertó comandante Sheikh Ahmed Mohamed Islam "Madobe" dejando la organización para formar su propia milica de anti-al-Shabaab, el movimiento Raskamboni.